# Izomeria
Izomeria – zjawisko istnienia różnic w budowie cząsteczek o takim samym składzie atomowym.
W zależności od różnic, jakie występują pomiędzy izomerami, wyróżnia się następujące rodzaje izomerii:
- izomeria konfiguracyjna - występowanie dwóch lub więcej cząsteczek o tej samej liczbie i rodzaju atomów, między którymi występują dokładnie te same wiązania chemiczne, różniących się mimo to układem atomów w przestrzeni. Izomeria ta dzieli się dalej na:
  - izomeria geometryczna wynika z faktu różnego układu atomów i podstawników przy wiązaniach wielokrotnych lub w układach cyklicznych.
  - izomeria optyczna - ich istnienie jest związane z cechą związków chemicznych zwaną chiralnością. Izomery optyczne dzieli się z kolei na:
    - enancjomery - które są swoimi własnymi odbiciami lustrzanymi i zawsze występują parami
    - diastereoizomery - których natura powstawania wynika również z istnienia centrów chiralności, ale które nie są swoim odbiciami lustrzanymi
- izomeria konformacyjna - występowanie dwóch lub więcej cząsteczek o tej samej liczbie i rodzaju atomów, między którymi występują dokładnie te same wiązania chemiczne, różniących się mimo to układem atomów w przestrzeni. Izomery konformacyjne mogą przechodzić wzajemnie w siebie bez reakcji chemicznej - np. wskutek swobodnej rotacji wokół wiązania pojedynczego, lub wskutek tzw. "przekrętu" pierścienia
- izomeria konstytucyjna - występowanie dwóch lub więcej cząsteczek o tej samej liczbie tych samych atomów, między którymi występuje jednak inny układ ("konstytucja cząsteczki") wiązań chemicznych